# Kubousa robertsoni
Kubousa robertsoni är en skalbaggsart som beskrevs av Dombrow 2007. Kubousa robertsoni ingår i släktet Kubousa och familjen Melolonthidae. Inga underarter finns listade i Catalogue of Life.